# Борисова, Анна Михеевна
Анна Михеевна Борисова (26 декабря 1914, хутор Ковригино, Самарская губерния — 13 марта 1968, Бутурлиновка, Воронежская область) — передовик сельскохозяйственного производства, бригадир свинофермы совхоза «Бутурлиновский». Герой Социалистического Труда (1948). Депутат Верховного Совета СССР 6 созыва.

## Биография
Родилась 26 декабря 1914 года в крестьянской семье на хуторе Ковригино Самарской губернии. С 1939 года трудилась в колхозе «Коммунар».
С 1940 года жила в Бутурлиновке Воронежской области, работала свинаркой в колхозе «Бутурлиновский». С 1947 года бригадир свинофермы. За выдающиеся достижения в трудовой деятельности была удостоена в 1948 году звания Героя Социалистического Труда.
В 1962 году избиралась депутатом Совета Союза Верховного Совета СССР 6 созыва (от Воронежской области, 1962—1966).

## Память
- Именем Анны Борисовой названа одна из улиц в Бутурлиновке.

## Награды
- Герой Социалистического Труда — указом Президиума Верховного Совета СССР от 22 марта 1948 года
- Орден Ленина (1948).